# أرشك الثاني ملك فرثية
كان أَرْشَك الثَّانِي (بلغة فرثية: 𐭀𐭓𐭔𐭊 Arshak) ملك الإمبراطورية الفرثية. أرشك الثاني يخلف أبيه أرشك الأول ملكا على الإمبراطورية الفرثية عام 211 ق م.